# Мазур, Александр Григорьевич
Александр Григорьевич Мазур (30 августа 1913, Поповка — 16 декабря 2005, Москва) — советский борец классического (греко-римского) и вольного стилей, заслуженный мастер спорта СССР (1950), первый советский чемпион мира по греко-римской борьбе в тяжёлом весе (1955). Неоднократный победитель и призёр чемпионатов СССР по греко-римской борьбе, призёр чемпионата СССР по вольной борьбе (1951). Заслуженный работник культуры РСФСР, Заслуженный тренер СССР (1963), Судья всесоюзной (1957) и международной (1968) категорий, Майор в отставке.

## Биография
Родился 30 августа 1913 года в небольшой деревушке Поповка в крестьянской семье. Рос крепким и сильным парнем, и уже в подростковом возрасте на сельских праздниках начал бороться против местных взрослых борцов.
В 1934 году в городе Бар впервые увидел выступление цирковых атлетов. Позже в своей книге «Путь борца» Мазур писал:

Я смотрел на борьбу, как на сказочный спектакль.
После этого решил связать свою жизнь с борьбой. Уехав в Херсон, начал выступать в цирковых чемпионатах под фамилией Богатырёв. Был знаком с такими легендарными борцами, как Иван Заикин и Иван Поддубный.
Участвовал в Великой Отечественной войне. В 1941—1942 гг. служил в 39-й саперной бригаде 1-й саперной армии Западного фронта. В декабре 1942 г. был отозван в Москву на учёбу в ГИФК.
В декабре 1943 года, в возрасте 31 года выступил в соревновании на звание абсолютного чемпиона СССР по классической (так тогда в СССР назывался греко-римский стиль) борьбе и выиграл бронзовую медаль, проиграв Константину Коберидзе и победив Варгашака Мачкаляна. Но уже в следующем, 1944 году стал чемпионом СССР, повторив свой успех в 1945, 1947 и 1949 годах.
Впервые выступив на чемпионате мира 1955 года в Карлсруэ, в возрасте 42 лет стал первым советским чемпионом мира по греко-римской борьбе в тяжёлом весе, победив в финале 34-летнего шведского борца Бертиля Антонссона. На протяжении многих лет этот финал является самым «пожилым» в истории греко-римской борьбы.
По возвращении с чемпионата мира принял решение об окончании спортивной карьеры. Был назначен на пост старшего тренера — начальника команды борцов ЦСКА. В 1963 году к званию заслуженного мастера спорта СССР, которого Александр Мазур был удостоен ещё в 1950 году, добавилось звание заслуженного тренера СССР. На тренерской работе в ЦСКА проработал до 1990 года.
Умер 16 декабря 2005 года. Похоронен в Москве на Троекуровском кладбище.

## Спортивные результаты

### Классическая борьба
- Абсолютный чемпионат СССР по классической борьбе 1943 года — ;[4]
- Чемпионат СССР по классической борьбе 1944 года — ;
- Абсолютный чемпионат СССР по классической борьбе 1944 года — ;[4]
- Чемпионат СССР по классической борьбе 1945 года — ;
- Абсолютный чемпионат СССР по классической борьбе 1945 года — ;[4]
- Чемпионат СССР по классической борьбе 1946 года — ;
- Чемпионат СССР по классической борьбе 1947 года — ;
- Чемпионат СССР по классической борьбе 1948 года — ;
- Чемпионат СССР по классической борьбе 1949 года — ;
- Чемпионат СССР по классической борьбе 1950 года — ;
- Чемпионат СССР по классической борьбе 1951 года — ;
- Чемпионат СССР по классической борьбе 1952 года — ;
- Чемпионат СССР по классической борьбе 1953 года — ;
- Чемпионат СССР по классической борьбе 1954 года — ;
- Чемпионат мира по греко-римской борьбе 1955 года —

### Вольная борьба
- Чемпионат СССР по вольной борьбе 1951 года —

## Тренерская карьера
С 1955 года — старший тренер — начальник команды борцов ЦСКА. Среди его учеников такие известные борцы, как Анатолий Колесов, Валерий Анисимов, Александр Юркевич, Георгий Вершинин, Анатолий Киров, Владимир Новохатько, Виталий Кузнецов, Юрий Козин и многие другие.
Тренер сборной команды СССР (1961—1964). Заслуженный тренер СССР с 1963 года.
В течение 20 лет был председателем Совета ветеранов ЦСКА, третьим по счету с момента его создания в 1964 году. В 1976 году в числе первых был награждён знаком «Ветеран спорта ЦСКА».
Снимался в кино. Исполнитель ролей в художественных фильмах «Борец и клоун», «Жди меня, Анна». Кроме актёрской работы исполнял обязанности тренера-консультанта.

## Награды
- орден Отечественной войны II степени (1985)[6]
- орден Трудового Красного Знамени (27.04.1957) — «за успехи, достигнутые в деле развития массового физкультурного движения в стране, повышения мастерства советских спортсменов, и успешное выступление на международных соревнованиях»[7]
- орден Дружбы народов (1993)[7]
- орден Красной Звезды (1956)[8]
- орден «Знак Почёта»[7]
  - медали в том числе:
  - «За отвагу»[7]
  - две «За боевые заслуги» (1942[9], 1944[8])
  - «За оборону Москвы» (1944)
  - «За победу над Германией в Великой Отечественной войне 1941—1945 гг.» (1945)
  - «Ветеран труда»
  - «Ветеран Вооружённых Сил СССР» (1976)

## Память
- Ещё при жизни Александра Мазура в Москве начали проводить ежегодное открытое первенство СДЮШОР ЦСКА по греко-римской борьбе памяти заслуженных мастеров спорта Александра Мазура и Владимира Росина.
- С 2011 года в Виннице проводится Международный турнир среди юниоров по греко-римской борьбе памяти Александра Мазура[10].